# Praní špinavých peněz

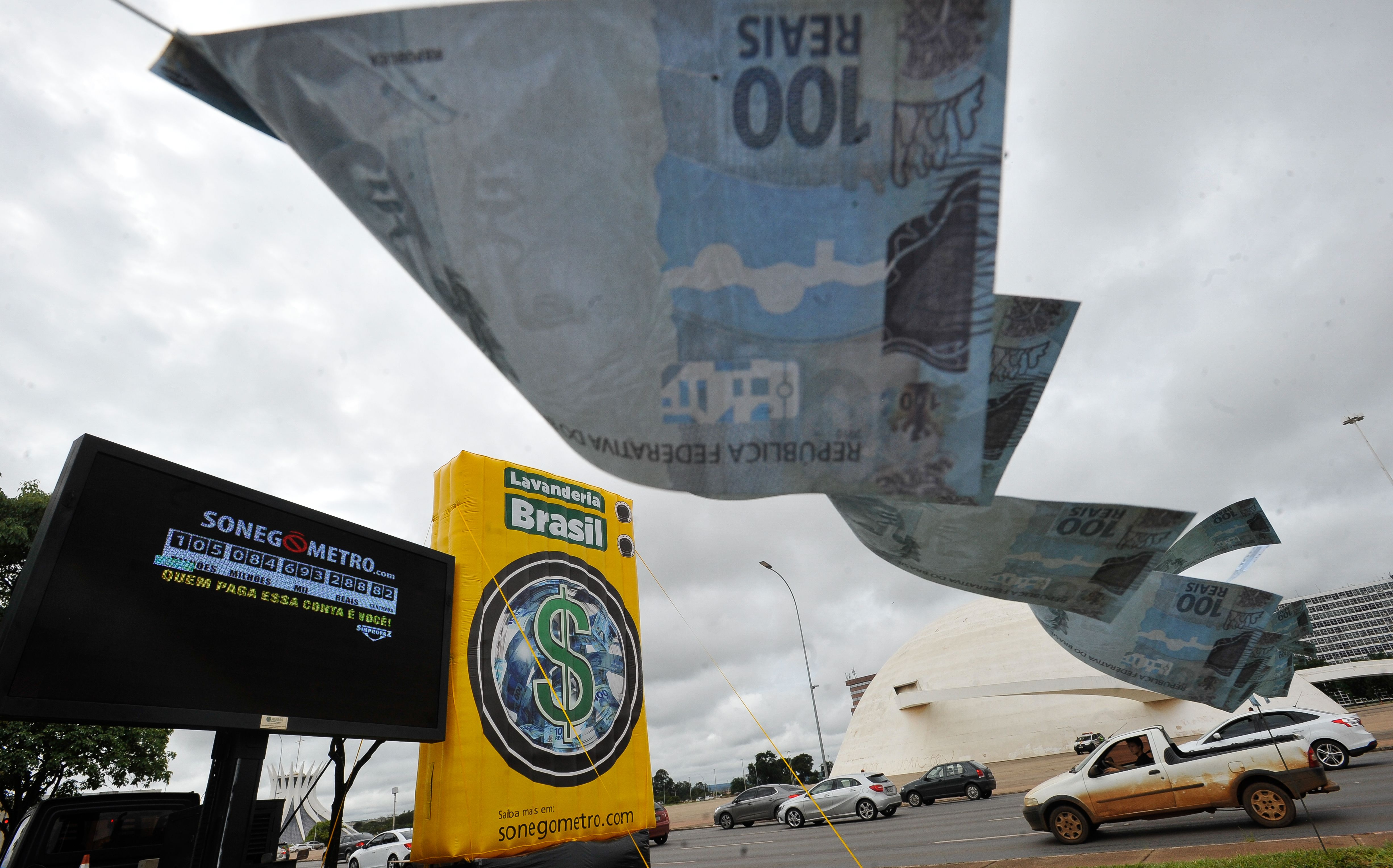
Na Esplanada dos Ministérios v Brazílii je instalována obří pračka, která symbolizuje částky unikající praním špinavých peněz v zemi

Praní špinavých peněz (anglicky money laundering) neboli legalizace výnosů z trestné činnosti je jednání, které se snaží zastřít nezákonný původ peněz a vzbudit dojem, že se jedná o peníze nabyté legálně.
Legislativně se takového jednání týkají zákony č. 253/2008 Sb. (zákon o některých opatřeních proti legalizaci výnosů z trestné činnosti a financování terorismu) a č. 67/2008 Sb. (vyhláška Ministerstva financí o některých požadavcích na systém vnitřních zásad, postupů a kontrolních opatření proti legalizaci výnosů z trestné činnosti a financování terorismu).

## Vymezení
Legalizací výnosů se rozumí jednání, které sleduje zakrytí nezákonného původu výnosu s cílem vzbudit zdání, že se jedná o příjem nabytý v souladu se zákonem. Uvedené jednání spočívá zejména:
1. v přeměně nebo v převodu majetku s vědomím, že tento majetek pochází z trestné činnosti, za účelem utajení nebo zastření jeho nezákonného původu nebo za účelem napomáhání osobě, která se účastní páchání takové činnosti, směřující k tomu, aby unikla právním důsledkům svého jednání,
2. v utajení nebo zastření skutečné povahy, zdroje, umístění, nakládání a pohybu majetku nebo změny práv vztahujících se k majetku s vědomím, že tento majetek pochází z trestné činnosti,
3. v nabytí, držbě, použití majetku nebo nakládání s ním s vědomím, že tento majetek pochází z trestné činnosti,
4. ve sdružování osob za účelem spáchání činů uvedených výše.

## Identifikace obchodu a jeho účastníků
Jestliže finanční instituce uzavírá obchod v hodnotě přesahující částku 15 000 EUR, je povinna identifikovat účastníky obchodu. Není-li v době uzavření obchodu nebo v kterémkoliv pozdějším okamžiku přesná výše celého plnění známa, vzniká uvedená povinnost v době, kdy je zřejmé, že stanovené hranice bude dosaženo; je-li obchod uskutečněn formou opakujícího se plnění, je rozhodující součet dílčích plnění za dvanáct po sobě jdoucích měsíců.
Podezřelé obchody mohou být identifikovány např. pomocí:
- průběžného monitorování transakcí přepážkovým pracovníkem nebo jiným zaměstnancem finanční instituce s důrazem na četnost a rozsah vybočení z běžného režimu,
- sledování operací v informačním systému finanční instituce, průběžných kontaktů se zákazníkem a informovanosti pracovníka finanční instituce o prostředí zákazníka (osobní setkání, návštěvy zahraničních zemí atd.),
- informací třetí strany (tisk, internet, ekonomický software např. Ariadna atd.).

Protože je úspěšná identifikace podezřelého obchodu primárně závislá na znalosti zákazníka, ovlivňují ji další faktory, např. individuální zkušenosti přepážkového pracovníka, privátního pracovníka finanční instituce jednajícího přímo se zákazníkem, kvalita informačního systému finanční instituce, dostupnost informací o zákazníkovi a možnost jejich ověření.

## Příznaky podezřelých obchodů

### Obecné znaky
- Problém při identifikaci zákazníka.
- Zákazník poptává nebo nabízí neobvyklé podmínky.
- Transakce je pro daného zákazníka netypická.
- Zákazník je z neznámých důvodů nervózní při osobním kontaktu.
- Zákazník je doprovázen a sledován (zejména při nakládání s hotovostí).
- Zákazník jedná jako prostředník.
- Není zřejmý ekonomický, věcný nebo zákonný důvod pro danou transakci nebo její rozeznatelný vztah k běžným obchodním aktivitám zákazníka.
- Neobvyklé způsoby převodu větších finančních hotovostí.
- Snaha o minimální kontakt s finanční institucí a pověřování jiných osob tímto kontaktem na základě plných mocí.
- Zákazníkem je subjekt z tzv. rizikových teritorií nebo daňových rájů.
- Transakce je neprůhledná z hlediska jejího ekonomického cíle nebo působí nelogicky a její konstrukce může signalizovat protiprávní jednání.
- Transakce, při nichž jsou finanční prostředky krátce po složení u finanční instituce opět vyzvednuty, pokud z obchodních aktivit zákazníka není pro takové jednání žádný logický důvod.
- Transakce směřující mimo běžnou obchodní činnost nebo běžný okruh zákazníků a obchodních aktivit určité finanční instituce a není zřejmé vysvětlení po skutečnost, proč předmětem transakce je právě konkrétní finanční instituce.
- Transakce vedoucí k tomu, že doposud dlouhodobě pasivní účty a zákazníci vykazují bez zřetelného důvodu značnou aktivitu.
- Zákazník sdělí finanční instituci nepravdivé nebo zavádějící údaje, nebo odmítne bezdůvodně sdělit či poskytnout finanční instituci běžné informace a podklady k obchodu, nebo sdělí finanční instituci takové údaje, které může finanční instituce jen obtížně ověřit nebo které jsou nedůvěryhodné.

### Příklady u hotovostních bankovních transakcí
- Opakované vklady na účet v částkách těsně pod hranicí 15 000 EUR (tzv. „strukturování“).
- Vklady v hotovosti většího počtu osob na jeden účet.
- Pravidelně se opakující vklady, často i několikrát za den, jejichž součet dosahuje značné výše, prováděné třetími subjekty (ne majitelem účtu).
- Opakované ukládání peněžních prostředků v bankovkách nižších denominací, které jsou následně vybírány v bankovkách vyšších denominací.
- Ukládání vysokých peněžních částek v bankovkách, jejichž denominace je pro zákazníka neobvyklá.
- Ukládání vysokých peněžních částek zákazníkem v hotovosti, která není dopředu spočítána.
- Transakce převyšující částku 15 000 EUR, při které jsou finanční prostředky vkládány na účet nebo vybírány z účtu, který byl dlouhodobě bez výraznějších pohybů.
- Ukládání vysokých peněžních částek v hotovosti s následným bezhotovostním převodem na jiný účet nebo do zahraničí.
- Veliký počet hotovostních transakcí.
- Velký počet malých hotovostních vkladů a malý počet velkých hotovostních výběrů.
- Neobvyklé vklady a na ně navazující výběry, pokud se vymykají běžným aktivitám zákazníka a není pro ně odpovídající vysvětlení, resp. zákazník ho odmítne poskytnout.

### Příklady u bezhotovostních bankovních transakcí
- Příkaz k převodu velké částky do zahraničí podává jiná osoba než je obvyklé.
- Bezhotovostní převod do nebo ze zahraničí (zejména do rizikových zemí a do „daňových rájů“).
- Neobvyklé bezhotovostní úhrady došlé ze zahraničí nebo platby do zahraničí, pokud se vymykají běžným aktivitám zákazníka a není pro ně odpovídající vysvětlení, nebo zákazník odmítá objasnění transakce či sdělení jejího důvodu a odmítá předložit doklady o dané transakci.
- Neobvykle vysoký počet bezhotovostních transakcí u daného zákazníka.
- Účet zákazníka je založen a využit pro jedinou transakci, zákazník za krátké období zruší účet.

## Etapy praní špinavých peněz
Systém praní špinavých peněz se rozděluje do tří etap:
- namáčení,
- namydlení,
- ždímání.

### Namáčení
Tato etapa zahrnuje shromáždění a rozmístění finančních prostředků. Jedná se především o vložení bankovek (ve větším množství a s menší nominální hodnotou) do banky. V dnešní době rozvinutých bezhotovostních plateb, ať vnitrostátních anebo zahraničních, je tato přeměna nezbytně důležitá. S vkladem už se dá dále nakládat podle zásad bezhotovostního platebního styku. Vklad vyšší sumy ve velkém množství bankovek je ale podezřelý, proto se v 80. letech 20. století začal využívat tzv. „smurfing“, tedy rozčlenění transakcí pod 10 tisíc amerických dolarů, takže bance tím nevznikala tehdy uzákoněná oznamovací povinnost … Metody namáčení a celý cyklus praní se průběžně zdokonalovaly a postupně byly vytvářeny specializované organizace a společnosti pro velmi sofistikované postupy. Nově používané metody zahrnují dokonalé studium právních řádů jednotlivých států, přičemž se využívají země s volnějším právním režimem.

### Namydlení
Namydlením se rozumí především zastření původu peněžních prostředků. Je to fáze, kdy se výnosy z trestné činnosti oddělují od jejich nezákonného zdroje. Tato etapa může být prováděna pomocí hotovostních a bezhotovostních peněžních operací na bankovních účtech, nákupem a prodejem cenných papírů, zlata a drahých kovů, nemovitostí, starožitností, uměleckých děl, vytvářením společností s fiktivními činnostmi a finančními transakcemi mezi nimi (např. nákup žetonů anebo jiných hracích instrumentů a předstírání výhry v kasinu apod.). Tato etapa je charakteristická svou složitostí a nepřehledností operací. Zároveň je klíčová, protože se v ní mění špinavý kapitál na očištěný, důkladně se zametají stopy a přerušují se možnosti sledování toku peněz.

### Ždímání
Závěrečnou fází celého pracího procesu je tzv. ždímání (integrace). Vyprané peníze, které prošly oběma předchozími etapami a zastřely tím svůj původ, se vracejí ve formě nezávadného, legálního a často zdanitelného příjmu původnímu majiteli.

## Z pohledu bank
Pro zamezení praní špinavých peněz byla v 90. letech vypracována direktiva EU 91/308/EHS (o předcházení zneužití finančního systému k praní peněz). Ta zakládá následující principy:
- identifikace klientů bank při provádění bankovních obchodů a uchovávání těchto údajů po stanovenou dobu,
- neprovedení neobvyklého obchodu a jeho oznámení příslušné instituci,
- zachovávání mlčenlivosti o podniknutých opatřeních,
- vytváření účinných kontrolních systémů (zejména v bankách) umožňujících odhalování případů praní špinavých peněz.

## Propírači špinavých peněz
Peníze neperou pouze zločinecké organizace. Dělají to z různých příčin i osoby jinak bezúhonné. Cílem může být vyhnout se daním, snížit dividendy akcionářům, obejít devizové překážky nebo uplácením získat přednostní zakázku. Peníze perou i vlády, buď s cílem zničit cizí teroristy, nebo vyzbrojit opozici režimu, který je k nim nepřátelský. Tyrani všech druhů se jistí pro případ ukončení své vlády tím, že přesouvají peníze z bank ve své zemi do méně nepřátelského prostředí. Využívají k tomu nejrůznější cesty se záměrem přerušit stopy, aby jejich nástupci u moci nikdy nezjistili, kam se peněžní prostředky poděly. Obdobně se předpokládá, že komunističtí předáci bývalých zemí východního bloku uložili své peníze do zahraničních bank, a dodnes se neví, kam.
Italské úřady vyšetřují vatikánskou banku pro podezření z praní špinavých peněz. K praní špinavých peněz se přiznala největší evropská banka HSBC. Peníze prala také americká vláda, když v aféře Írán-Contras prodávala ilegálně zbraně Íránu, který válčil proti Iráku v irácko-íránské válce, a z výtěžku financovala protivládní povstalce Contras v Nikaragui.
Ve zločineckém světě se na praní špinavých peněz specializují celé gangy. Mezi nejvíce známé patří nigerijské podsvětí v Lagosu, japonská Jakuza, čínské gangy v oblasti Laosu, Barmy a Thajska (tzv. Zlatý trojúhelník) a ruská mafie. Podezřelá z praní špinavých peněz jsou i sdružení vedoucí politický boj, např. Irská republikánská armáda, baskická ETA či Organizace pro osvobození Palestiny.